# 千代田村 (埼玉県)
千代田村（ちよだむら）は埼玉県の北東部、北埼玉郡に属していた村。

## 地理
- 河川 - 利根川

## 歴史
- 1889年（明治22年）4月1日 町村制施行により、北埼玉郡三田ヶ谷村、村君村が成立する。
- 1955年（昭和30年）1月1日 三田ヶ谷村、村君村が合併し千代田村が成立する。
- 1959年（昭和34年）4月1日 羽生市へ編入する。